# Triumfetta
- Commons
- Wikispecies

Triumfetta L. é um género botânico pertencente à família Malvaceae.

## Sinonímia
- Rumicicarpus Chiov.
- Triumfettoides Rauschert

## Espécies
| - Triumfetta abutiloides - Triumfetta abyssinica - Triumfetta acracantha - Triumfetta actinocarpa - Triumfetta acuminata - Triumfetta acutiloba | - Triumfetta albida - Triumfetta althaeoides - Triumfetta amuletum - Triumfetta angiensis - Triumfetta angolensis - Triumfetta angulata |

- «Lista completa»

## Classificação do gênero
| Sistema | Classificação                       | Referência               |
| ------- | ----------------------------------- | ------------------------ |
| Linné   | Classe Dodecandria, ordem Monogynia | Species plantarum (1753) |